# Костянтин Янушович Заславський
Костянтин Заславський (*д/н — 1615) — рутенський (український) магнат часів Речі Посполитої.

## Життєпис
Походив зі впливового князівського роду Заславських гербу Баклай. Другий син князя Януша III Заславського та Олександри Сангушківни. Народився приблизно у середині 1580-х років. Хрещений у православній обряді. Спочатку здобув домашню освіту. Під впливом батька перейшов у кальвінізм.
Близько 1600 року разом зі старшим братом Олександром Заславським вирушив на продовження навчання до Західної Європи. Слухав лекції в університетах та колегіумах Рима, Падуї, Болоньї (Італія), Утрехта, Гааги (Нідерланди), Сорбони (Франція). Близько 1605 (за іншими відомостями на початку 1606) року повернувся до Речі Посполитої. 1607 році був послом (делегатом) на вальний варшавський сейм від Волинського воєводства. Виступав за ліквідацію уніатської церкви й переведення її вірних до католицтва.
Тут займався переважно допомогою батькові у господарських справах. Можливо, в цей час перейшов у католицтво. У 1612 або 1613 році одружився з Анною Потоцькою. Несподівано помер у 1615 році.

## Родина
Дружина — Анна, донька Анджея Потоцького